# Шлихтование
Шлихтование (нем. schlichte - шлихта) — нанесение на нити основы в виде тонкого слоя клеящего состава (шлихты).
Шлихтование в механическом ткачестве производится над нитями из всех материалов, кроме шёлка, с целью увеличения крепости (прочности) нитей. В результате отдельные волокна склеиваются между собою (что увеличивает естественное, происходящее от кручения сцепление между ними), кончики волокон прилипают к нити (от этого нить получает гладкость, уменьшающую её трение при проходе через глазки ремизок и зубья бёрдо). Шлихтовальная машина снабжена резервуаром, в котором налит шлихт (для хлопка и льна — картофельный крахмал в смеси с салом, глицерином и др. веществами; для шерсти — мездряной клей); нити основы, свивающиеся со сновальных навоев, погружаются в резервуар, затем сильно отжимаются между цилиндрами, просушиваются, проходя по нагретым паром барабанам или между горячими трубами, и наматываются наконец на ткацкий навой. В ручном ткачестве шлихтование производится или в особом резервуаре (сплетённые в жгут партии основы снимают с барабана, руками опускают в резервуар, потом отжимают протягиванием через кольцо), или же прямо на ткацком станке, постепенно, по мере срабатывания основы. Таким образом ткач вынужден ждать, пока шлихт высохнет; для ускорения сушки иногда под станок подставляют жаровню с угольями, что опасно и в пожарном, и в санитарном отношениях. Часто теперь снование и шлихтование производится механически на прядильнях, и ручной ткач получает уже готовую основу. Прошлихтованная основа поступает в ткацкий цех, где её нити привязывают к нитям сошедшей основы.